# El inspector general (teatro)
El inspector, también conocida como El inspector general (título original en ruso: Ревизор), es una comedia satírica del dramaturgo y novelista ruso de origen ucraniano Nikolái Gógol. Se publicó por primera vez en 1836 y se revisó en 1842. Es una comedia de equivocaciones en la que se hace escarnio de la codicia humana, la estupidez y la corrupción política del Imperio Ruso y, por ende, de todos los tiempos. Se cree que está basada en una anécdota que  Pushkin le contó a Nikolái Gógol.
El crítico literario ruso D. S. Mirsky dijo que la obra 

no solo es perfecta en el carácter y el diálogo, sino que  es una de las pocas obras rusas que están construidas con un arte infalible de principio a fin. La gran originalidad de su planteamiento es la ausencia de todo interés romántico]], y unos personajes muy simpáticos. Esta última característica fue usada por los enemigos de Gógol pero, como sátira, la obra ganó inmensamente con ella. No hay una palabra ni entonación equivocada, y la tensión cómica se mantiene de principio a fin, con una calidad que el propio Gógol no pudo mantener en otras ocasiones.

En las sucesivas escenas se va desarrollando, mediante enredos entre unos personajes y otros, un interminable y vertiginoso círculo de autoengaño en torno al personaje principal, Jlestakov, que encarna la irresponsabilidad, la frivolidad y la falta de mesura.
La publicación de la obra causó tal escándalo, especialmente en la prensa reaccionaria, que fue necesaria la intervención personal del zar Nicolás I para poder realizar el montaje y el estreno de la obra; en él, Mijaíl Schepkin hizo el papel de alcalde.

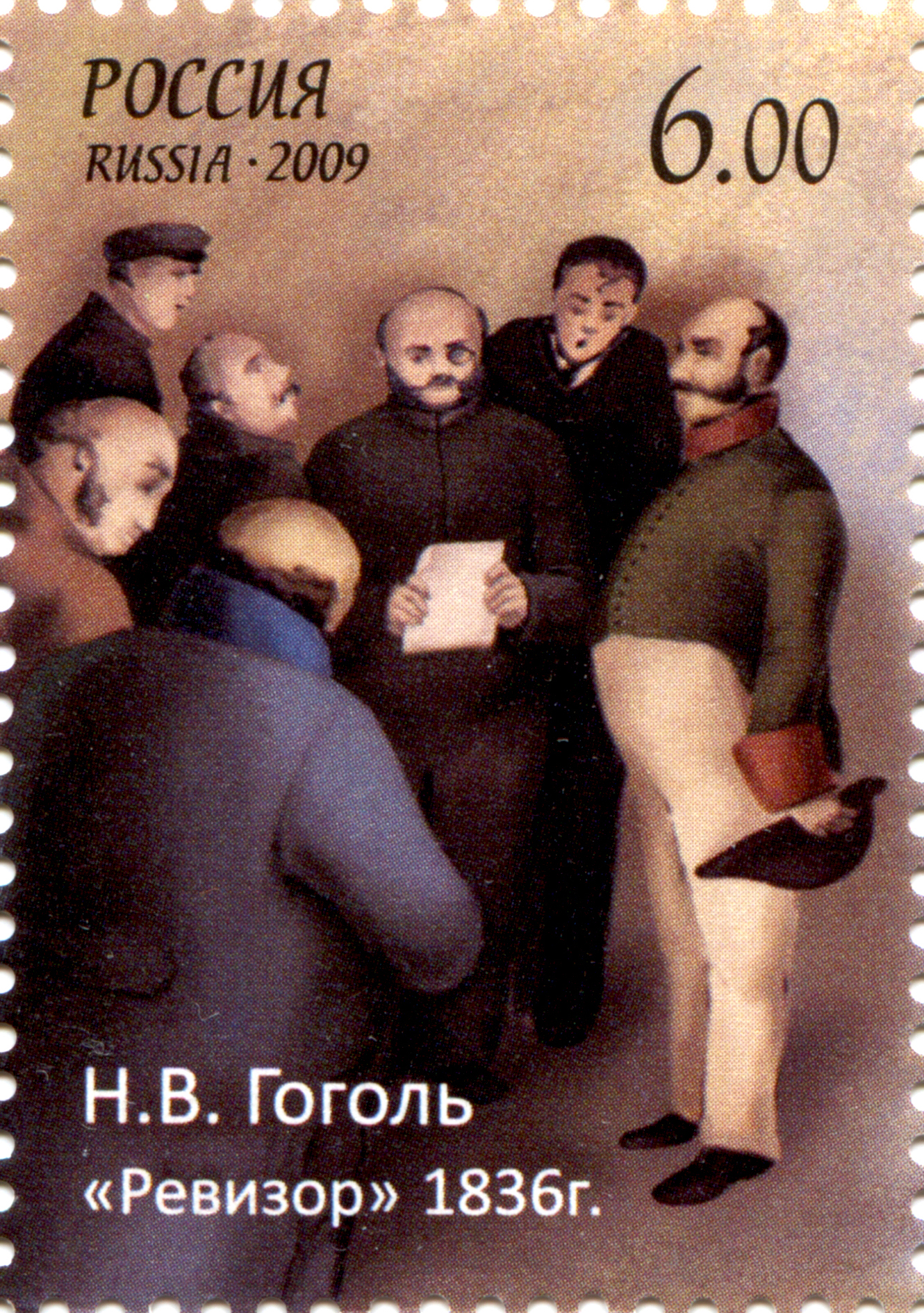
Sello postal ruso de 2009 dedicado al doscientos aniversario del nacimiento de Nikolái Gógol

## Antecedentes
Al principio de su carrera, Nikolái Gógol era más conocido por sus cuentos, que le granjearon la admiración del círculo literario de Rusia, incluido Aleksandr Pushkin. Después Gógol comenzó a escribir teatro, y produjo varias piezas. En 1832, por temor a la censura, abandonó su primer intento de escribir una obra crítica, en tono satírico, sobre la burocracia imperial. Unos años más tarde, en 1835, le pidió a Aleksandr Pushkin que le ayudara con algún tema para escribir una comedia. En una carta que le envió el 7 de octubre de 1835 le dice:

Hazme un favor: envíame algún tema, cómico o no, pero una anécdota auténticamente rusa. Me muero de ganas de escribir una comedia... Dame un tema y voy a realizar una comedia en cinco actos. Te lo prometo: será más divertida que el infierno. Por Dios que así será. Tengo tanta hambre intelectual como en el estómago.
 Carta de Gógol a Pushkin, 07 de octubre 1835

A Pushkin lo habían confundido una vez, en 1833, con un inspector del gobierno. Una nota suya sobre esta anécdota refleja claramente los elementos que luego conformarían la historia básica de El Inspector. Hay otras versiones sobre el origen de la idea que le dio pie para crear la obra. También se cree que la historia podría estar relacionada con un viaje de Pável Svinyín a Besarabia en 1815. Un año antes del estreno de El Inspector se había publicado la novela satírica de Aleksandr Fomich Veltman titulada Orlando Furioso, que trataba sobre un tema similar, y ya en 1827 se conocía el manuscrito de Kvitka Osnovyánenko de la obra titulada La confusión viene de la capital de la provincia.
Aleksandr Pushkin apoyó a Gógol en la realización del trabajo y le dio ánimos en varias ocasiones en que este le comentó, mientras la escribía, que tenía ganas de dejarla. En enero de 1836 Gógol hace una lectura pública de la obra delante de un buen número de escritores, entre los que es encontraban Vasili Zhukovski, Pushkin y Piotr Viázemski. La obra fue muy bien acogida por los asistentes, quienes la alabaron por su expresividad y dinamismo. También hubo quien, como el barón Yegor Rosen, no vieron más que una clásica comedia de equivocaciones.
El montaje y el estreno de la obra no se hicieron esperar, pero para ello el propio Vasili Zhukovski tuvo que convencer personalmente al zar Nicolás I de que en ella no había nada más que una burla alegre de la mala gestión de los funcionarios provinciales. En 1842 se publicó una segunda edición, revisada.

### Los personajes
- Antón Antónovich Skvoznik-Dmujanovski, el alcalde.
- Anna Andréievna, la esposa del alcalde.
- Marya Antónovna, la hija del alcalde.
- Luká Lukich Jlópov, el supervisor de escuelas.
- Ammos Fiódorovich Lyapkin-Tyapkin, el juez.
- Artemi Filípovich Zemlyanika (Fresa), síndico de las instituciones de caridad.
- Iván Kuzmich Shpekin, el jefe de correos.
- Piotr Dóbchinski, Piotr Bóbchinski - terratenientes urbanos.
- Iván Jlestakov, el funcionario de San Petersburgo.
- Ósip, el criado del funcionario.
- Cristiano Ivánovich Gibner, el médico del distrito.
- Fiódor Ivánovich Lyulyukov, Iván Lázarevich Rastakovski y Stepán Korobkin, - funcionarios jubilados, persona honorable en la ciudad.
- Stepán Ilyich Ujovértov, agente judicial privado.
- Los denunciantes, Púgovitsyn, Derzhimorda - policía.
- Abdulin, comerciante.
- Fevronia Petrovna Poshliópkina, cerrajera.
- Esposa del suboficial.
- Mishka, un criado de la alcaldesa.
- Un criado de la taberna.
- Los huéspedes e invitados, comerciantes, artesanos, el asilo.